# Neolycaena sinensis
Neolycaena sinensis är en fjärilsart som beskrevs av Alphéraky 1882. Neolycaena sinensis ingår i släktet Neolycaena och familjen juvelvingar. Inga underarter finns listade i Catalogue of Life.